# Battaglia di Portovenere
La battaglia di Portovenere (17 luglio 1494) è un episodio della guerra scatenata dalla discesa di Carlo VIII in Italia.

## Antefatto
Il Regno di Napoli era stato conquistato da Alfonso V d'Aragona nel 1442 spodestando Renato d'Angiò; nel 1494 sul trono di Napoli era suo nipote Alfonso.
Il re di Francia Carlo VIII vantava però un suo diritto sul regno di Napoli in quanto acquisito per discendenza diretta alla morte di Renato d’Angiò avvenuta nel 1480. Le mire espansionistiche della Francia, peraltro non solo rivolte a Napoli ma anche ad altri potentati italiani, furono alla base della calata di Carlo VIII in Italia.
Come primo obiettivo, il re francese si era proposto la conquista dei porti di Genova, di Pisa e di Livorno oltre a quelli di Ravenna, di Bari e di Taranto per garantirsi l’appoggio militare ed il rifornimento via mare al suo esercito che sarebbe avanzato via terra. Sollecitato a scendere in Italia da Ludovico il Moro aveva inviato suoi ambasciatori a chiedere il passo per le sue truppe al duca di Milano, al doge di Venezia, al duca di Ferrara, ai Medici signori di Firenze e al Pontefice.
Il re Alfonso II, saputo che il porto di Genova stava per ospitare la flotta francese, inviò una sua flotta di cinquantacinque navi al comando di suo fratello Federico con il compito di fermare quella francese e di rovesciare il governo filofrancese degli Adorno a Genova. Con Federico erano Ibleto e Matteo Fieschi, il cardinale della chiesa di Genova Paolo Fregoso e alcuni fuorusciti genovesi.

## La battaglia di Portovenere
La flotta napoletana giunse a Livorno il 5 luglio del 1494 e ripartì il giorno 16, forte di trentacinque galee, alla volta di Portovenere per controllare il golfo della Spezia.
Intanto Gian Luigi Fieschi, fratello di Ibleto, si era recato alla Spezia esortando gli abitanti a conservarsi fedeli alla repubblica mentre Giacomo Balbi, con quattrocento soldati, aveva raggiunto Portovenere per guidarne la difesa.
Quando l’armata di Federico giunse a Portovenere il cardinale Fregoso e Ibleto Fieschi intimarono ai funzionari del luogo di consegnare il golfo nelle mani di re Alfonso altrimenti avrebbero dato battaglia al borgo e al castello. I difensori rifiutarono, ma chiesero tempo per consultazioni promettendo una risposta per la mattina successiva. Al mattino invece dal castello iniziarono a bombardare  le navi aragonesi per costringerle a partire.
Verso terra il borgo di Portovenere era difeso da deboli mura e i napoletani sbarcarono alcune squadre di fanteria e le fecero muovere all’assalto. Ma tutti gli abitanti e perfino le donne di Portovenere, appostati colle truppe dietro le mura, respingevano gli assalitori facendo rotolare grossi macigni sopra di loro.
Intanto la flotta in rada usava la sua artiglieria pesante e tentava lo sbarco sulla stessa spiaggia. In mare presso il porto sorgevano alcuni scogli a fior d’acqua che da tempo erano stati levigati in modo da fornire ai naviganti un comodo piano di sbarco. Ma gli abitanti di Portovenere avevano in precedenza provveduto ad ungere di sego quelle pietre così che quando gli assalitori balzavano d’un salto su quelle pietre non potevano reggersi e scivolavano malamente in mare gravati delle loro armature.
La battaglia durò molte ore, con eguale accanimento da entrambe le parti finché, avvicinandosi la notte, Federico richiamò sulle navi le sue truppe e prese il largo diretto a Livorno.